# Ктенопома леопардова
Леопардова ктенопома (Ctenopoma acutirostre) — тропічний прісноводний вид лабіринтових риб з родини анабасових (Anabantidae).
Наукова назва виду латиною буквально означає «гостроморда» (від acutus = гострий та rostrum = морда).
Іноді леопардову ктенопому плутають зі спорідненим видом Ctenopoma ocellatum. Обидва приблизно однакові за розміром, мають дуже виразні щелепи, а на хвості в них розташована добре помітна пляма. Проте вони розрізняються за профілем морди, яка в C. acutirostre помітно гостріша, а також малюнком забарвлення: в C. ocellatum воно складається з цяток та нерівних смужок, а в C. acutirostre — з нерівномірно розкиданих по тілу плям.

## Опис
Ці риби можуть виростати до 15-20 см загальної довжини. Мають високе, сплощене з боків міцне тіло, його висота приблизно в 2,5 рази менша за стандартну (без хвостового плавця) довжину. Передня частина спини заокруглена.
Голова в 3,25 рази коротша за загальну довжину. Профіль чола чітко увігнутий. Очі великі, їхній діаметр приблизно в 3 рази менший за довжину голови. Морда гостра, її довжина трохи менша за діаметр ока. Нижня щелепа виступає вперед, верхня щелепа тягнеться до вертикалі, опущеної з центру ока. Зуби присутні на вомері та піднебінні. Зяброва кришка має виріз у формі півмісяця, 3-4 зубці розташовані над вирізом, ще 1-2 — під ним.
У спинному плавці 14-18 твердих і 9-12 м'яких променів, перший твердий промінь спинного плавця дуже маленький, в 5 разів коротший за другий. Анальний плавець має 9-10 твердих і 10-12 м'яких променів. Спинний та анальний плавці фактично зливаються з хвостовим й разом утворюють єдину плавцеву облямівку задньої частини тіла. Черевні плавці сягають початку анального, мають по 1 твердому й по 5 м'яких променів. У грудних плавцях по 14 променів. У поздовжньому ряді 26-28 лусок. М'якопроменеві частини спинного, анального та хвостового плавців вкриті лусочками.
Вид має характерне «леопардове» забарвлення: на бежевому або світло-коричневому тлі нерівномірно розкидані численні великі темно-коричневі неправильної форми плями. Такий малюнок приховує контури риби, але іноді він може зовсім зникати. Біля основи хвостового плавця розташована чорна пляма у світлій облямівці. Мальки мають майже однотонне жовтувато-біле забарвлення. Що старшими, то темнішими стають риби. Великі старі екземпляри втрачають плямисте забарвлення й мають суцільний коричневий колір тіла.
Стать у леопардової ктенопоми розрізнити дуже важко, особливо в молодих риб. Самці та самки не відрізняються за розміром. Навіть акваріумісти, які тривалий час працювали з ктенопомами, звертають увагу переважно на повноту тіла в дорослих риб. Надійно визначити стать у цього виду можна лише за наявністю так званих «колючих полів» відразу за очима та перед хвостовим стеблом у самців. Гострі лусочки легко можна намацати кінчиками пальців або побачити через лупу, але для цього рибу потрібно виловити із води. Що старші й більші самці, тим чіткіше проявляються в них ці вторинні статеві ознаки.

## Поширення
Леопардова ктенопома поширена в центральній частині басейну річки Конго, від Малебо вгору за течією до водоспаду Бойома, включаючи її притоки: Касаї, Лефіні (фр. Léfini), Убангі, Чуапа (англ. Tshuapa), Ломамі, Луалаба. Є також повідомлення про присутність виду в нижній течії Конго, нижче за пороги Кінсука (англ. Kinsuka Rapids).

## Спосіб життя
Це бентопелагічний вид. Леопардові ктенопоми зазвичай тримаються серед заростей водяного гіацинта (Eichhornia crassipes). Дно у водоймах, де ловили цих риб, складається з гравію, піску та мулу, рослин небагато. Параметри води: pH 6,0-8,0; твердість 5-12 °dH.
На території національного парку Салонга в Демократичній Республіці Конго симпатричними видами риб є декілька видів Polypterus, Pantodon buchholzi, Xenomystus nigri, Gnathonemus petersii, Phractolaemus ansorgii, Hepsetus odoe, види роду Alestopetersius, Phenacogrammus interruptus, Distichodus decemmaculatus, D. noboli, види роду Nannocharax, Neolebias trilineatus, Pareutropius debauwi, соми з родів Schilbe та Clarias, Synodontis contractus, S. decorus, S. flavitaeniatus, S. nigriventris, S. schoutedeni, Epiplatys chevalieri, Congopanchax brichardi, Parachanna obscura, Ctenopoma kingsleyae, C. nigropannosum, C. weeksii, Microctenopoma ansorgii, M. fasciolatum, M. nanum, Congochromis dimidiatus, види Hemichromis, Pelmatochromis nigrofasciatus, види роду Tilapia, Tylochromis aristoma.
В дикій природі леопардова ктенопома харчується личинками комах, ракоподібними та дрібною рибою. Вдень переховується в заростях рослин, печерах, берегових укриття, а в сутінках залишає їх і виходить на полювання. Форма та забарвлення дозволяють їй відмінно зливатися з навколишнім середовищем. Повільно дрейфуючи в товщі води, ктенопоми імітують опале листя. Це дозволяє їм максимально наблизитися до потенційної жертви.
Як і інші лабіринтові риби, леопардова ктенопома має додатковий орган дихання (лабіринт), який дозволяє їй певною мірою дихати атмосферним повітрям.
Гнізд ці риби не будують, ікру не охороняють. Нерестяться у відкритій воді, ікринки спливають на поверхню й залишаються там плавати. Кількість ікринок становить близько 1500 штук.

## Утримання в акваріумі
Серед представників роду Ctenopoma леопардова ктенопома належить до числа видів, що мають найбільше прихильників серед акваріумістів. Вперше вона була завезена до Європи (Німеччина) 1956 року. Витривалий і невибагливий вид, довго живе, демонструє цікаву поведінку, але випадків розведення цієї риби в акваріумах дуже мало. В продажу присутня не завжди. Торгівля пропонує лише диких риб із Західної Африки із середнім розміром 4-5 см. У цьому віці вони добре звикають до зміни параметрів води.

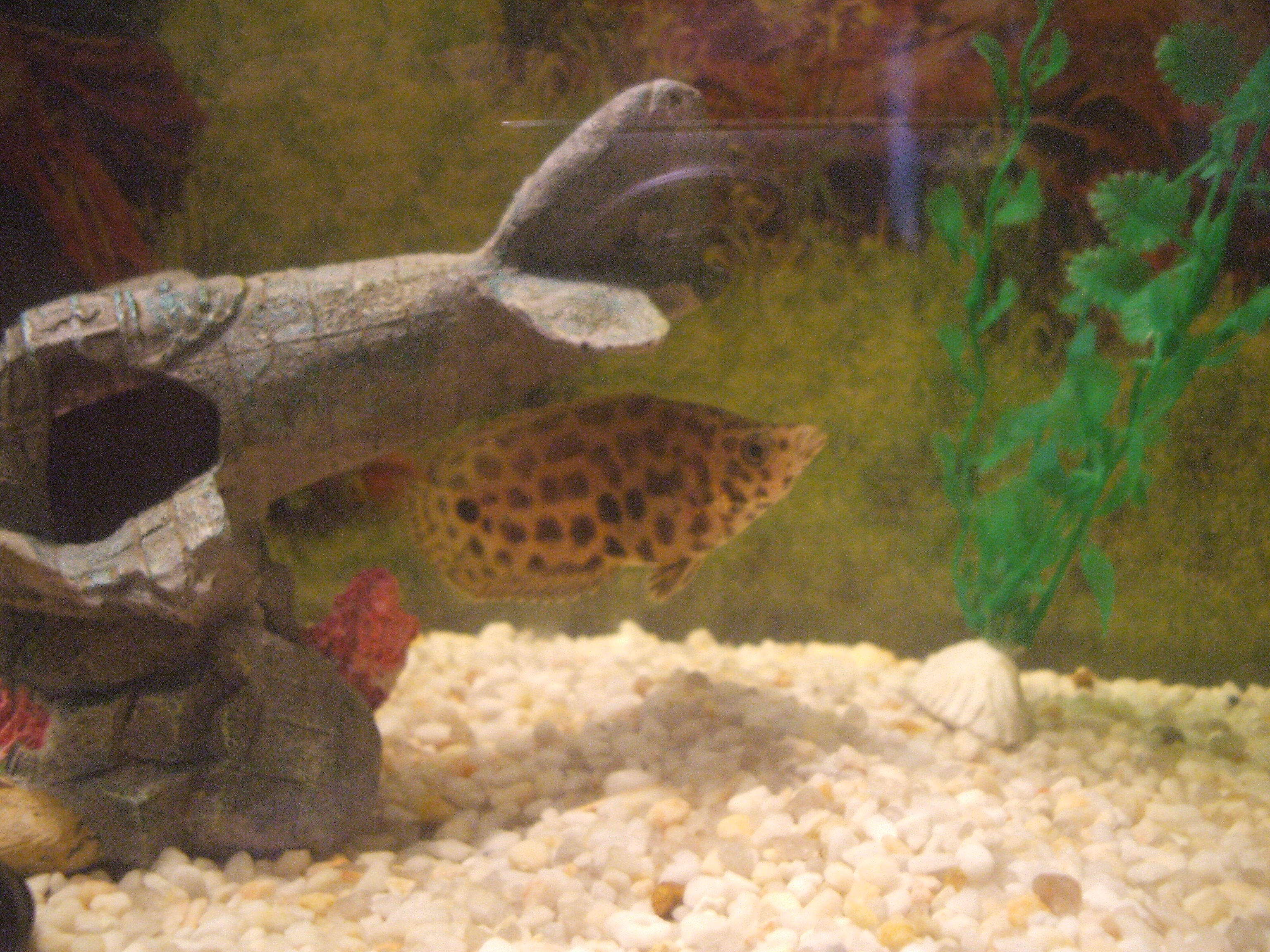
Леопардова ктенопома в акваріумі.

Для утримання леопардової ктенопоми потрібен просторий акваріум довжиною не менше 100 см (160 літрів). Тут можуть жити 2-3 особини. Ці риби полюбляють акваріуми з густою рослинністю та численними схованками (окрім кущів рослин, це можуть бути корчі, печери з каміння, керамічні горщики тощо). Освітлення бажане приглушене, з цією метою корисно мати в акваріумі рослини, що плавають на поверхні.
Рекомендовані параметри води: температура 20-28 °C, твердість 5-20 °dH, показник pH 6,0-7,5.
Леопардові ктенопоми зазвичай бувають полохливими, вдень воліють ховатися. Вночі стають активними й відходять трохи далі від своєї схованки. Після певного періоду звикання до акваріума стають більш активними й удень, особливо під час годівлі. Приручаються, можуть брати корм прямо з рук. Вдень леопардова ктенопома часто годинами нерухомо стоїть у своїй схованці, але при цьому вона чатує на свою здобич. Коли маленька рибка опиняється поруч, вона блискавично відкриває рота й буквально засмоктує її. Лише, коли вона дуже голодна, леопардова ктенопома пливе за своєю їжею. Плавають ці риби практично не рухаючи плавцями. Часто можна спостерігати, як леопардова ктенопома без помітних на те причин широко розкриває рота, ніби позіхаючи.
Леопардову ктенопому можна тримати в спільному акваріумі, але слід враховувати розмір і характер цих риб. Сусіди мають становити принаймні половину довжини леопардової ктенопоми. Таких риб не можна проковтнути, й вони не стануть жертвами, тоді як риби розміром з дорослу самку гупі можуть стати здобиччю леопардової ктенопоми. В стосунках з іншими видами більшого розміру вид поводиться абсолютно мирно, але це повинні бути спокійні риби, адже леопардова ктенопома зовсім не любить метушливу атмосферу.
При пересаджуванні риб не можна користуватись сачком із великою коміркою. Ктенопоми міцно чіпляються за нього шипами на своїх зябрових кришках, і їх буває непросто звільнити.
Годують леопардових ктенопом переважно живим кормом: дафнії, личинки комарів, трубковик, дрібні дощові черв'яки, борошняні черв'яки, личинки бабок, а також дрібні рибки. Корм краще беруть з дна. Їжу шукають з опущеною головою. Якщо із самого початку почати годувати ктенопом лише дрібними рибами, буде складно привчити їх до іншої їжі. Зазвичай леопардові ктенопоми звикають до заморожених продуктів (мотиль, креветки тощо), а деякі особини можуть приймати й сухі корми, але останні ніколи не повинні складати основу раціону.
Інформації про нерест леопардової ктенопоми в умовах акваріума дуже мало. Вважається, що шанси на розведення мають бути вищими, коли купують групу молодих риб і дозволяють їм природним шляхом вибрати собі пару.

## Відео
- Leopardbuschfisch Ctenopoma acutirostre на YouTube by Maik Thulke
- Ctenopoma acutirostre (Leopard Gourami) на YouTube by Anessa Simpson
- Ctenopoma Acutirostre (African Spotted Leaf Fish) на YouTube by Everyday Fishkeeping
- Leopard Bush/Leaf Fish Care Guide на YouTube by MikeFish
- African Bush Fish(Ctenopoma acutirostre) - ambush prey на YouTube by Nicky Valentijn